# Marek Naglewski
Marek Wojciech Naglewski (ur. 18 czerwca 1946 w Tuliszkowie) – polski geodeta, urzędnik państwowy i samorządowy, były wojewoda koniński oraz wiceminister spraw wewnętrznych i administracji.

## Życiorys
Ukończył studia na Wydziale Geodezji i Kartografii Politechniki Warszawskiej. W 1997 uzyskał stopień doktora nauk technicznych na Akademii Rolniczo-Technicznej w Olsztynie. Pracował jako geodeta, był też inspektorem w Hucie Aluminium w Koninie.
W okresie PRL i na początku lat 90. członek Stronnictwa Demokratycznego. W 1990 został mianowany kierownikiem Urzędu Rejonowego w Turku. W tym samym roku uzyskał mandat radnego Rady Miejskiej tamże. W latach 1990–1997 zajmował stanowisko wojewody konińskiego (początkowo jako kandydat SD), następnie do 2001 pełnił funkcję podsekretarza stanu w Ministerstwie Spraw Wewnętrznych i Administracji. W okresie od 5 listopada 1998 do 5 stycznia 1999 pozostawał delegatem rządu ds. wprowadzenia reformy administracyjnej w województwie małopolskim. Od 2002 do 2005 był radnym i starostą powiatu tureckiego, działał w ChRS. W lutym 2005 został powołany na głównego inspektora nadzoru budowlanego, odwołano go z tego stanowiska we wrześniu 2007.
Zatrudniony w Katedrze Geodezji, Kartografii Środowiska i Geometrii Wykreślnej na Wydziale Budownictwa, Architektury i Inżynierii Środowiska Politechniki Łódzkiej. Objął stanowisko profesora Państwowej Wyższej Szkoły Zawodowej w Koninie, był także prorektorem tej uczelni.